# Nogometni klub Dob
Il Nogometni klub Dob è una società calcistica con sede a Domžale in Slovenia.
Fondato nel 1962, il club nella stagione 2013-2014 milita nella Druga slovenska nogometna liga.
I colori sociali della squadra sono il bianco e il blu.

## Stadio
Il club gioca le gare casalinghe allo stadio Dob Sports Park.

## Palmarès

### Altri piazzamenti
- Druga slovenska nogometna liga:

Secondo posto: 2011-2012, 2012-2013
Terzo posto: 2014-2015

## Organico

### Rosa 2022-2023
Aggiornata al 30 agosto 2022.